# Nazionale maschile di calcio della Serbia
La nazionale di calcio della Serbia (in serbo Фудбалска репрезентација Србије?, Fudbalska reprezentacija Srbije) è la rappresentativa calcistica nazionale della Serbia. È posta sotto l'egida della Fudbalski savez Srbije la Federazione calcistica serba (FSS). Disputa le gare interne più importanti allo stadio Rajko Mitić, conosciuto anche come Marakana, allo stadio Partizan di Belgrado o in alternativa allo stadio Karađorđe di Novi Sad.
La nazionale serba trae le proprie origini dalla nazionale iugoslava, costituendosi dalla disciolta Federazione calcistica di Serbia e Montenegro e rappresentando la sola Serbia dal 28 giugno 2006. È considerata sia dalla UEFA che dalla FIFA come unica erede della Jugoslavia.
Nella classifica mondiale della FIFA la Serbia ha ottenuto come miglior piazzamento il 6º posto del dicembre 1998, mentre la posizione peggiore è il 101º posto del dicembre 1994; in ambo i casi era nota ancora come nazionale jugoslava. Occupa attualmente il 33º posto della classifica.

## Storia

### Gli anni della Jugoslavia
Dal 1920 al 1992 fu attiva la nazionale di calcio della Jugoslavia (denominata nazionale di calcio del Regno dei Serbi, Croati e Sloveni fino al 1929) in rappresentanza del Regno dei Serbi, Croati e Sloveni fino al 1929, del Regno di Jugoslavia fino al 1941 e della Repubblica Socialista Federale di Jugoslavia fino al 1992. In quell'arco di tempo esistette, quindi, un'unica nazionale che rappresentò quelle entità politiche unitarie che comprendevano gli odierni Stati di Slovenia, Croazia, Bosnia ed Erzegovina, Serbia, Montenegro, Kosovo e Macedonia del Nord.

### La nuova Jugoslavia
Nel 1992 nacque la nuova nazionale di calcio della Jugoslavia, in rappresentanza della Repubblica Federale di Jugoslavia, comprensiva degli odierni stati della Serbia e del Montenegro. Non bisogna confondere questa nuova nazionale con la Nazionale di calcio della Jugoslavia, soppressa nello stesso anno.
La nuova nazionale di calcio della Jugoslavia, sebbene fondata nel 1992, non disputò una gara ufficiale prima del 23 dicembre 1994, quando fu sconfitta in amichevole per 2-0 dal Brasile. La Jugoslavia non poté giocare le qualificazioni al campionato del mondo del 1994 negli Stati Uniti a causa delle sanzioni internazionali applicate dalla FIFA, così come dalla UEFA per il campionato d'Europa del 1996 in Inghilterra, sanzioni dovute ai conflitti bellici nei Balcani. Con tale denominazione (mantenuta fino al 2003) si qualificò al campionato del mondo del 1998 e al campionato d'Europa del 2000.
La Jugoslavia esordì nel gruppo F del campionato mondiale del 1998 sconfiggendo l'Iran per 1-0; nelle due partite successive del girone pareggiò con la Germania per 2-2 (dopo essere stata in vantaggio per 2-0) e sconfisse per 1-0 gli Stati Uniti: ebbe così accesso agli ottavi di finale, dove fu sconfitta dai Paesi Bassi per 2-1 (subendo la seconda rete al 90º minuto di gioco) e venne così eliminata.
Nel gruppo C del campionato d'Europa 2000 pareggiò la prima gara per 3-3 con la Slovenia, rimontando tre reti, poi vinse per 1-0 con la Norvegia e perse per 4-3 con la Spagna (subendo prima il pari al 90º minuto su calcio di rigore e poi la rete della sconfitta nei minuti finali della fase di recupero); grazie a questi risultati riuscì a superare il turno in qualità di seconda classificata, ma ai quarti di finale subì un pesante 6-1 contro i Paesi Bassi.

### Serbia e Montenegro
Nel 2002 il Parlamento federale di Belgrado raggiunse un accordo per una ristrutturazione della Federazione che attenuasse i legami fra Serbia e Montenegro: lo Stato si trasformò da federazione a confederazione. Il Parlamento decise di cambiare anche il nome dello stato, che divenne Unione Statale di Serbia e Montenegro. Il cambiamento divenne esecutivo il 4 gennaio 2003 e così anche la Federazione calcistica cambiò il proprio nome in Federazione calcistica di Serbia e Montenegro. Di conseguenza cambiò anche il nome della rappresentativa calcistica del paese, che divenne Nazionale di calcio della Serbia e Montenegro. La nazionale mantenne il nome di Serbia e Montenegro fino al 2006 e con tale denominazione si qualificò al campionato del mondo del 2006.

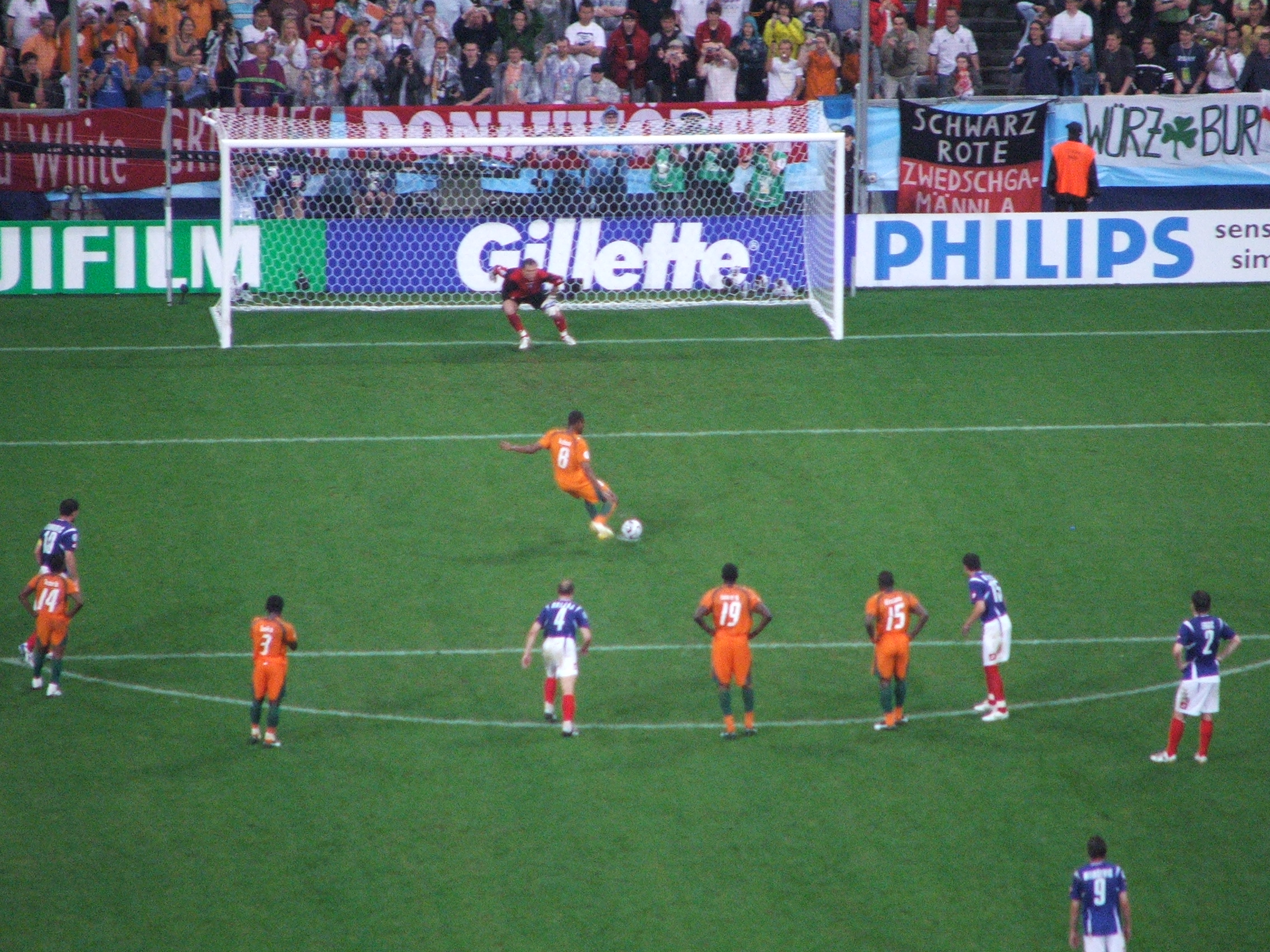
Il calcio di rigore realizzato dalla Costa d'Avorio nella partita vinta dagli africani per 3-2 contro la Serbia e Montenegro al campionato mondiale del 2006.

Il 21 maggio 2006 il Montenegro approvò con un referendum l'indipendenza dalla Serbia, decretando così la fine dell'Unione Statale di Serbia e Montenegro; la divisione effettiva avvenne il 3 giugno dello stesso anno, con la cessazione dell'esistenza di Serbia e Montenegro e la creazione della Serbia e del Montenegro come unità statali distinte. Nonostante ciò Serbia e Montenegro decisero temporaneamente di mantenere un'unica nazionale, in modo da poter partecipare al campionato del mondo del 2006: la nazionale serbo-montenegrina fu eliminata al primo turno, dove fu sconfitta in tutte le tre partite del girone: per 1-0 dai Paesi Bassi, per 6-0 dall'Argentina e per 3-2 in rimonta dalla Costa d'Avorio.
Il cambiamento ufficiale di nome ebbe luogo il 28 giugno 2006 a seguito della nascita del Montenegro come selezione autonoma. La nazionale serbo-montenegrina sin qui descritta assunse allora l'attuale denominazione di nazionale di calcio della Serbia, in rappresentanza della sola Serbia. La FIFA considera la nazionale serba come unica erede della nazionale serbo-montenegrina, in quanto nella Costituzione di Serbia e Montenegro era previsto che, nel caso in cui il Montenegro avesse ottenuto l'indipendenza, solo la Serbia sarebbe stata considerata come l'unica erede della nazione di Serbia e Montenegro.

### La Serbia dal 2006
La nazionale di calcio della Serbia esordì ufficialmente in campo internazionale il 18 agosto 2006, nell'incontro amichevole disputato a Uherské Hradiště e vinto per 3-1 contro la Rep. Ceca, mentre il debutto nelle gare interne avvenne allo stadio Stella Rossa di Belgrado, in un incontro valevole per le qualificazioni al campionato d'Europa del 2008 vinto per 1-0 contro l'Azerbaigian. La nazionale serba concluse al terzo posto il girone di qualificazione al campionato europeo del 2008, a tre punti dal Portogallo, non qualificandosi alla fase finale del torneo.
Nelle qualificazioni al campionato del mondo del 2010 perse per 2-1 contro la Francia il 10 settembre 2008, ma si qualificò vincendo il proprio girone con 22 punti e costringendo i Bleus (a quota 21 punti) allo spareggio.

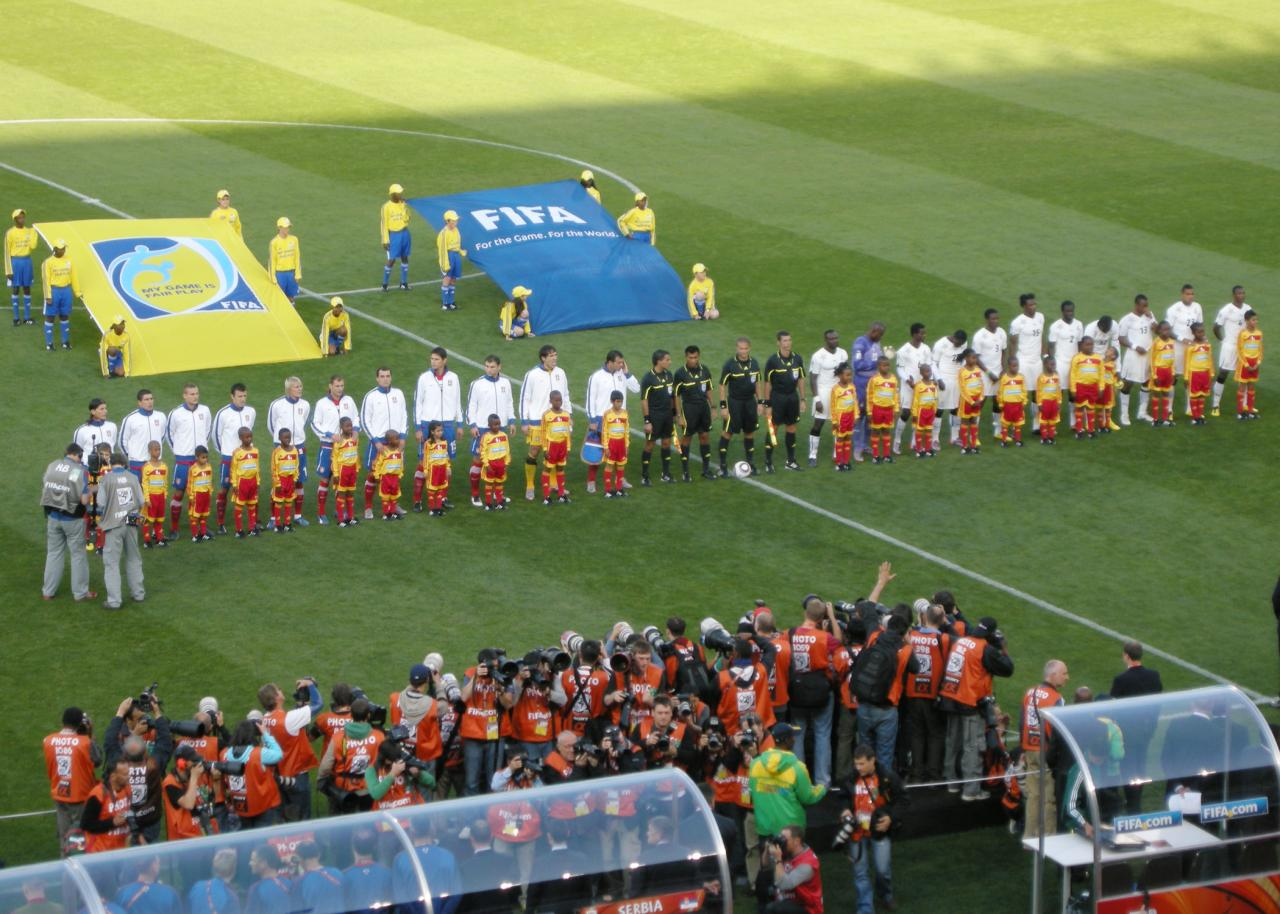
La Serbia schierata in campo, nella prima gara del girone del campionato del mondo del 2010.

Alla fase finale del campionato del mondo 2010, disputato in Sudafrica (il primo cui la Serbia prese parte con il nuovo nome), la squadra allenata da Radomir Antić fu eliminata al primo turno: dopo essere rimasta in dieci uomini ed aver subito una sconfitta per 1-0 (a causa di un calcio di rigore) all'esordio contro il Ghana, la Serbia batté con lo stesso punteggio la Germania, grazie anche al portiere Vladimir Stojković, che parò un altro rigore assegnato contro la squadra serba, ma nel terzo incontro fu sconfitta 2-1 dall'Australia e non poté accedere al turno successivo.
Il 12 ottobre 2010 una frangia di tifosi serbi si rese protagonista di un grave episodio di vandalismo. Allo stadio Luigi Ferraris di Genova, dove la Serbia stava per affrontare l'Italia in una gara di qualificazione al campionato europeo del 2012, gli ultrà serbi iniziarono a scagliare fumogeni verso il terreno di gioco, rompendo una rete di protezione e alcune vetrate. L'arbitro dapprima rinviò l'inizio della gara, mentre il capitano Dejan Stanković tentava di calmare i propri tifosi; quando sembrava che il settore ospiti si fosse calmato, l'arbitro fischiò il calcio d'inizio, ma fu costretto ad interrompere la partita dopo sei minuti a causa di un nuovo lancio di fumogeni in campo. L'UEFA punì la Serbia con la sconfitta a tavolino per 3-0. La nazionale balcanica giunse terza nel girone, dietro all'Italia e all'Estonia e non si qualificò alla fase finale di Euro 2012, svoltasi in Polonia e Ucraina.
Il 26 maggio 2012 Siniša Mihajlović esordì sulla panchina della Serbia nell'incontro amichevole disputato all'AFG Arena di San Gallo in Svizzera, perdendo per 2-0 contro la Spagna. Alle qualificazioni al campionato mondiale del 2014 la Serbia concluse il girone in terza posizione a 14 punti, dietro al Belgio (26) e alla Croazia (17), venendo eliminata dopo una concitata gara di ritorno contro i rivali della Croazia terminata con il punteggio di 1-1. Alla fine del 2013 Mihajlović lasciò la guida della nazionale serba a Ljubinko Drulović, subentrato ad interim, poi, nel luglio 2014, la Federazione calcistica della Serbia affidò l'incarico di commissario tecnico all'olandese Dick Advocaat.
Per le qualificazioni al campionato europeo del 2016 la Serbia fu inserita nel gruppo I, lo stesso di Portogallo e Danimarca. Nel secondo incontro delle qualificazioni, il 14 ottobre 2014 la Serbia incontrò l'Albania allo Stadion Partizana di Belgrado: dopo 41 minuti l'arbitro sospese la gara a seguito del volo sul terreno di gioco di un drone con una bandiera nazionalista albanese; dopo che questa veniva strappata dal difensore serbo Stefan Mitrović, ne seguiva la reazione dei giocatori albanesi e un parapiglia generale con lancio di petardi, fumogeni e invasione di campo da parte della tifoseria serba, fino alla definitiva sospensione dell'incontro per motivi di sicurezza, mentre il risultato era ancora fermo sullo 0-0. Quando l'arbitro decise di far riprendere la gara, i giocatori albanesi si rifiutarono di rientrare in campo, dove la Serbia era in attesa di riprendere il gioco. La partita fu segnalata alla Commissione disciplinare dell'UEFA, che il 24 ottobre 2014 accordò alla Serbia la vittoria per 3-0 a tavolino sull'Albania, ma sanzionò la Serbia con tre punti di penalizzazione nel girone del gruppo I di qualificazione al campionato d'Europa 2016 e due turni da disputare a porte chiuse, oltre a infliggere ad entrambe le federazioni un'ammenda di 100 000 euro per i fatti avvenuti allo stadio Partizan di Belgrado durante Serbia-Albania. I successivi ricorsi delle due federazioni furono respinti dalla Commissione d'Appello dell'UEFA, finché, il 10 luglio 2015, il Tribunale Arbitrale dello Sport con sede a Losanna ribaltò la sentenza dell'UEFA del 24 ottobre 2014, penalizzando la Serbia di sei punti e accordando all'Albania la vittoria a tavolino per 3-0, compromettendo di fatto la qualificazione dei serbi al campionato d'Europa 2016. Proprio grazie alla vittoria a tavolino l'Albania ottenne la qualificazione a scapito dei serbi.
Intanto, dopo la sconfitta nel terzo incontro delle qualificazioni con la Danimarca allo stadio Partizan di Belgrado, gara disputata a porte chiuse, il tecnico olandese Advocaat decise di presentare le proprie dimissioni, accettate dalla Federazione serba; la nazionale fu dunque affidata all'allenatore dell'Under-21 Radovan Ćurčić, che già aveva allenato la nazionale maggiore tra l'ottobre 2011 e il maggio 2012. Dopo la mancata qualificazione al campionato europeo del 2016 in Francia, nel maggio 2016 la selezione serba passò nelle mani di Slavoljub Muslin, cui spettò il compito di condurre la nazionale al Mondiale 2018.
Il sorteggio per le qualificazioni al campionato del mondo 2018 inserì la Serbia nel girone D con, tra le altre, Galles, Austria e Irlanda. L'accesso al Mondiale fu garantito dalla vittoria per 1-0 ottenuta a Belgrado contro la Georgia, con un gol di Aleksandar Prijović, nonostante la sconfitta rimediata in Austria quattro giorni prima. Il 29 ottobre il c.t. Muslin fu tuttavia esonerato; il suo posto fu assunto da Mladen Krstajić.

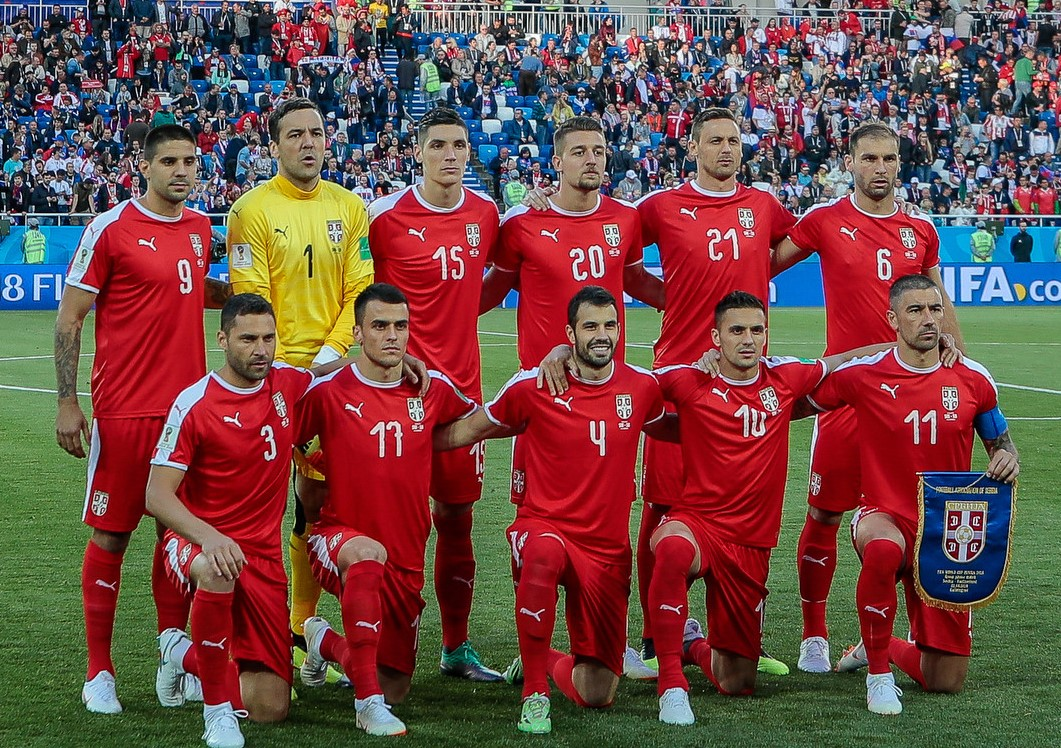
La Serbia al campionato del mondo del 2018.

La Serbia, inserita nel gruppo E del mondiale russo con Brasile, Svizzera e Costa Rica, ottenne un successo per 1-0 contro i costaricani, mentre nel secondo incontro, pur essendo passata in vantaggio contro gli svizzeri, subì nel secondo tempo della gara la rimonta degli elvetici, che si imposero per 2-1 grazie a un gol segnato al 90º minuto di gioco. A causa di un rigore non assegnato alla Serbia ed al non utilizzo del VAR, la federcalcio serba presentò invano un reclamo presso la FIFA per denunciare l'arbitraggio, ritenuto scorretto. Nell'ultimo incontro la Serbia affrontò il Brasile, da cui fu sconfitta per 2-0, non riuscendo quindi a superare la fase a gruppi.
A causa degli scarsi risultati ottenuti negli anni precedenti, la nazionale serba si ritrovò nella Lega C della neonata UEFA Nations League 2018-2019, in un girone con Montenegro, Lituania e Romania. Vincendo il raggruppamento con autorevolezza, ottenne la promozione nella Lega B della manifestazione e contestualmente un posto agli spareggi per il campionato d'Europa 2020, piazzando nel contempo il proprio attaccante Aleksandar Mitrović al primo posto della classifica dei marcatori della UEFA Nations League, con 6 reti segnate.
Nel girone di qualificazione al campionato d'Europa 2020 la Serbia affrontò, tra le altre, il Portogallo campione d'Europa in carica e l'Ucraina. Dopo il pareggio per 1-1 contro il Portogallo, la compagine allenata da Krstajić subì una clamorosa sconfitta per 5-0 in Ucraina, la peggiore nella storia della nazionale serba. L'allenatore non riuscì a conservare il proprio posto in panchina neanche dopo la vittoria per 4-1 ottenuta in casa contro la Lituania e dovette cedere l'incarico a Ljubiša Tumbaković, che iniziò perdendo per 4-2 contro i portoghesi. Vincendo le successive due partite contro Lussemburgo, la Serbia mantenne viva una tenue speranza di qualificazione diretta all'europeo, che però svanì dopo il 2-2 interno contro gli ucraini e il terzo posto nel girone che seguì. La vittoria del raggruppamento della UEFA Nations League 2018-2019 permise, però, ai serbi di cercare la qualificazione all'europeo tramite gli spareggi, dove la squadra di Tumbaković superò in semifinale la Norvegia vincendo per 2-1 a Oslo dopo i tempi supplementari, ma fu sconfitta ai tiri di rigore a Belgrado dalla Scozia, dopo l'1-1 dei tempi supplementari.
La Serbia si qualificò da imbattuta al campionato del mondo 2022 vincendo il girone davanti al Portogallo e ottenendo il primato all'ultima giornata, grazie alla vittoria per 1-2 in terra lusitana. Nella fase finale del torneo iniziò con una sconfitta contro il Brasile (0-2), poi, nonostante un doppio vantaggio, subì la rimonta del Camerun e chiuse sul pari (3-3) la seconda gara, per poi perdere il decisivo incontro con la Svizzera (2-3). Come quattro anni prima, furono gli elvetici a eliminare dal mondiale i serbi, che chiusero all'ultimo posto il girone. Fu deludente anche la rassegna di Euro 2024 in Germania: giunta seconda al girone G delle eliminatorie, sufficiente per la qualificazione diretta, fu sorteggiata nel girone C della fase finale contro Inghilterra, Danimarca e Slovenia; riuscì a segnare un solo gol contro l'altra squadra ex-jugoslava e a racimolare due punti in virtù del pari contro di essa e gli scandinavi, insufficienti per passare il turno.

## Partecipazioni ai tornei internazionali
Fino al 1992 la Serbia non aveva una propria nazionale, in quanto lo stato serbo era inglobato nella Jugoslavia. Esisteva, quindi, un'unica nazionale che rappresentava tutta la Jugoslavia.

Legenda: Grassetto: Risultato migliore, Corsivo: Mancate partecipazioni

## Statistiche dettagliate sui tornei internazionali

### Mondiali
| Anno | Luogo                    | Piazzamento      | V | N | P | Gol  |
| ---- | ------------------------ | ---------------- | - | - | - | ---- |
| 1994 | Stati Uniti              | Non partecipante | - | - | - | -    |
| 1998 | Francia                  | Ottavi di finale | 2 | 1 | 1 | 5:4  |
| 2002 | Corea del Sud / Giappone | Non qualificata  | - | - | - | -    |
| 2006 | Germania                 | Primo turno      | 0 | 0 | 3 | 2:10 |
| 2010 | Sudafrica                | Primo turno      | 1 | 0 | 2 | 2:3  |
| 2014 | Brasile                  | Non qualificata  | - | - | - | -    |
| 2018 | Russia                   | Primo turno      | 1 | 0 | 2 | 2:4  |
| 2022 | Qatar                    | Primo turno      | 0 | 1 | 2 | 5:8  |

### Europei
| Anno | Luogo                | Piazzamento      | V | N | P | Gol  |
| ---- | -------------------- | ---------------- | - | - | - | ---- |
| 1996 | Inghilterra          | Non partecipante | - | - | - | -    |
| 2000 | Belgio / Paesi Bassi | Quarti di finale | 1 | 1 | 2 | 8:13 |
| 2004 | Portogallo           | Non qualificata  | - | - | - | -    |
| 2008 | Austria / Svizzera   | Non qualificata  | - | - | - | -    |
| 2012 | Polonia / Ucraina    | Non qualificata  | - | - | - | -    |
| 2016 | Francia              | Non qualificata  | - | - | - | -    |
| 2020 | Europa               | Non qualificata  | - | - | - | -    |
| 2024 | Germania             | Primo turno      | 0 | 2 | 1 | 1:2  |

### Nations League
| Anno      | Luogo       | Piazzamento   | V | N | P | Gol  |
| --------- | ----------- | ------------- | - | - | - | ---- |
| 2018-2019 | Portogallo  | 1° in Lega C  | 4 | 2 | 0 | 11:4 |
| 2020-2021 | Italia      | 11° in Lega B | 1 | 3 | 2 | 9:7  |
| 2022-2023 | Paesi Bassi | 3° in Lega B  | 4 | 1 | 1 | 13:5 |

## Confronti con le altre nazionali
Questi sono i saldi della Serbia nei confronti delle Nazionali con cui è stato disputato almeno 1 incontro a partire dal 2006.

### Saldo generale
Aggiornato al 27 giugno 2018. Incontri con la Slovenia e la Danimarca aggiornati a tutto giugno 2024.
| Nazionale          | G. | V. | Pa. | Pe.   | RF | RS | DR | Ultima vittoria   | Ultimo pareggio  | Ultima sconfitta |
| ------------------ | -- | -- | --- | ----- | -- | -- | -- | ----------------- | ---------------- | ---------------- |
| Belgio             | 4  | 2  | 0   | 2     | 5  | 7  | -2 | 22 agosto 2007    |                  | 7 giugno 2013    |
| Azerbaigian        | 3  | 3  | 0   | 0     | 11 | 2  | +9 | 7 giugno 2015     |                  |                  |
| Polonia            | 5  | 0  | 3   | 2     | 3  | 3  | 0  |                   | 2 giugno 2010    | 23 marzo 2016    |
| Armenia            | 5  | 3  | 2   | 0     | 8  | 1  | +7 | 4 settembre 2015  | 11 ottobre 2014  |                  |
| Portogallo         | 4  | 0  | 2   | 2     | 4  | 6  | -2 |                   | 25 marzo 2021    | 11 ottobre 2015  |
| Macedonia del Nord | 3  | 1  | 1   | 1     | 6  | 3  | +3 | 15 ottobre 2013   | 6 febbraio 2008  | 16 ottobre 2012  |
| Irlanda            | 5  | 2  | 3   | 0     | 6  | 4  | +2 | 5 settembre 2017  | 5 settembre 2016 |                  |
| Russia             | 4  | 0  | 2   | 2     | 3  | 5  | -2 |                   | 5 giugno 2016    | 10 agosto 2011   |
| Fær Øer            | 4  | 4  | 0   | 0     | 10 | 1  | +9 | 6 settembre 2011  |                  |                  |
| Francia            | 5  | 0  | 2   | 3     | 4  | 8  | -4 |                   | 31 maggio 2014   | 7 settembre 2015 |
| Cipro              | 4  | 3  | 1   | 0     | 7  | 2  | +5 | 25 maggio 2016    | 29 febbraio 2012 |                  |
| Irlanda del Nord   | 3  | 3  | 0   | 0     | 4  | 1  | +3 | 2 settembre 2011  |                  |                  |
| Rep. Ceca          | 2  | 1  | 0   | 1     | 4  | 5  | -1 | 18 agosto 2006    |                  | 13 novembre 2015 |
| Norvegia           | 1  | 0  | 1   | 0     | 1  | 1  | 0  |                   | 15 novembre 2006 |                  |
| Kazakistan         | 2  | 1  | 0   | 1     | 2  | 2  | 0  | 24 novembre 2007  |                  | 24 marzo 2007    |
| Finlandia          | 2  | 1  | 1   | 0     | 2  | 0  | +2 | 2 giugno 2007     | 8 settembre 2007 |                  |
| Ucraina            | 2  | 0  | 0   | 2     | 0  | 4  | -4 |                   |                  | 15 novembre 2016 |
| Germania           | 2  | 1  | 0   | 1     | 2  | 2  | 0  | 18 giugno 2010    |                  | 31 marzo 2008    |
| Lituania           | 3  | 2  | 0   | 1     | 6  | 2  | +4 | 7 settembre 2018  |                  | 14 ottobre 2009  |
| Austria            | 4  | 3  | 0   | 1     | 9  | 6  | +3 | 9 ottobre 2016    |                  | 6 ottobre 2017   |
| Bulgaria           | 2  | 2  | 0   | 0     | 7  | 1  | +6 | 17 novembre 2010  |                  |                  |
| Romania            | 2  | 2  | 0   | 0     | 8  | 2  | +6 | 10 ottobre 2009   |                  |                  |
| Svezia             | 2  | 1  | 0   | 1     | 3  | 2  | +1 | 1º aprile 2009    |                  | 5 giugno 2012    |
| Sudafrica          | 1  | 1  | 0   | 0     | 3  | 1  | +2 | 12 agosto 2009    |                  |                  |
| Corea del Sud      | 3  | 1  | 1   | 1     | 3  | 3  | 0  | 18 novembre 2009  | 14 novembre 2017 | 3 giugno 2011    |
| Algeria            | 1  | 1  | 0   | 0     | 3  | 0  | +3 | 3 marzo 2010      |                  |                  |
| Giappone           | 2  | 2  | 0   | 0     | 5  | 0  | +5 | 11 ottobre 2013   |                  |                  |
| Nuova Zelanda      | 1  | 0  | 0   | 1     | 0  | 1  | -1 |                   |                  | 29 maggio 2010   |
| Camerun            | 1  | 1  | 0   | 0     | 4  | 3  | +1 | 5 giugno 2010     |                  |                  |
| Ghana              | 1  | 0  | 0   | 1     | 0  | 1  | -1 |                   |                  | 13 giugno 2010   |
| Australia          | 1  | 0  | 0   | 1     | 1  | 2  | -1 |                   |                  | 23 giugno 2010   |
| Grecia             | 2  | 1  | 0   | 1     | 2  | 1  | +1 | 18 novembre 2014  |                  | 8 ottobre 2010   |
| Slovenia           | 5  | 1  | 3   | 1     | 8  | 6  | +2 | 5 giugno 2022     | 20 giugno 2024   | 11 ottobre 2011  |
| Estonia            | 3  | 1  | 1   | 1     | 3  | 4  | -1 | 29 marzo 2016     | 29 marzo 2011    | 11 ottobre 2011  |
| Italia             | 2  | 0  | 1   | 1 tav | 1  | 4  | -3 |                   | 7 ottobre 2011   | 12 ottobre 2010  |
| Israele            | 2  | 2  | 0   | 0     | 5  | 1  | +4 | 31 maggio 2016    |                  |                  |
| Messico            | 1  | 0  | 0   | 1     | 0  | 2  | -2 |                   |                  | 11 novembre 2011 |
| Honduras           | 1  | 0  | 0   | 1     | 0  | 2  | -2 |                   |                  | 15 novembre 2011 |
| Spagna             | 1  | 0  | 0   | 1     | 0  | 2  | -2 |                   |                  | 26 maggio 2012   |
| Scozia             | 2  | 1  | 1   | 0     | 2  | 0  | +2 | 26 marzo 2013     | 8 settembre 2012 |                  |
| Galles             | 4  | 2  | 2   | 0     | 11 | 3  | +8 | 10 settembre 2013 | 11 giugno 2017   |                  |
| Cile               | 2  | 1  | 0   | 1     | 3  | 2  | +1 | 14 novembre 2012  |                  | 4 giugno 2018    |
| Croazia            | 2  | 0  | 1   | 1     | 1  | 3  | -2 |                   | 6 settembre 2013 | 22 marzo 2013    |
| Colombia           | 1  | 0  | 0   | 1     | 0  | 1  | -1 |                   |                  | 14 agosto 2013   |
| Giamaica           | 1  | 1  | 0   | 0     | 2  | 1  | +1 | 26 maggio 2014    |                  |                  |
| Panama             | 1  | 0  | 1   | 0     | 1  | 1  | 0  |                   | 31 maggio 2014   |                  |
| Brasile            | 2  | 0  | 0   | 2     | 0  | 3  | -3 |                   |                  | 27 giugno 2018   |
| Albania            | 2  | 1  | 0   | 1 tav | 2  | 3  | -1 | 8 ottobre 2015    |                  | 14 ottobre 2014  |
| Danimarca          | 4  | 0  | 1   | 3     | 1  | 8  | -7 |                   | 25 giugno 2024   | 29 marzo 2022    |
| Moldavia           | 2  | 2  | 0   | 0     | 6  | 0  | +6 | 2 settembre 2017  |                  |                  |
| Stati Uniti        | 1  | 0  | 1   | 0     | 0  | 0  | 0  |                   | 29 gennaio 2017  |                  |
| Georgia            | 2  | 2  | 0   | 0     | 4  | 1  | +3 | 9 ottobre 2017    |                  |                  |
| Cina               | 1  | 1  | 0   | 0     | 2  | 0  | +2 | 10 novembre 2017  |                  |                  |
| Marocco            | 1  | 0  | 0   | 1     | 1  | 2  | -1 |                   |                  | 23 marzo 2018    |
| Nigeria            | 1  | 1  | 0   | 0     | 2  | 0  | +2 | 27 marzo 2018     |                  |                  |
| Bolivia            | 1  | 1  | 0   | 0     | 5  | 1  | +4 | 9 giugno 2018     |                  |                  |
| Costa Rica         | 1  | 1  | 0   | 0     | 1  | 0  | +1 | 17 giugno 2018    |                  |                  |
| Svizzera           | 1  | 0  | 0   | 1     | 1  | 2  | -1 |                   |                  | 22 giugno 2018   |

## Tutte le rose

### Mondiali
Coppa del Mondo FIFA 19981 Kralj, 2 Mirković, 3 Đorović, 4 Jokanović, 5 Đukić, 6 Brnović, 7 Jugović, 8 Savićević, 9 Mijatović, 10 Stojković, 11 Mihajlović, 12 Leković, 13 Komljenović, 14 Saveljić, 15 Drulović, 16 Petrović, 17 Milošević, 18 Govedarica, 19 Stević, 20 Stanković, 21 Ognjenović, 22 Kovačević, CT: Santrač
Coppa del Mondo FIFA 20061 Jevrić, 2 Ergić, 3 Dragutinović, 4 Duljaj, 5 Vidić, 6 Gavrančić, 7 Koroman, 8 Kežman, 9 Milošević, 10 Stanković, 11 P. Đorđević, 12 Kovačević, 13 Basta, 14 N. Đorđević, 15 Dudić, 16 D. Petković, 17 Nađ, 18 Vukić, 19 Žigić, 20 Krstajić, 21 Ljuboja, 22 Ilić, 23 Stojković, CT: I. Petković
Coppa del Mondo FIFA 20101 Stojković, 2 Rukavina, 3 Kolarov, 4 Kačar, 5 Vidić, 6 Ivanović, 7 Tošić, 8 Lazović, 9 Pantelić, 10 Stanković, 11 Milijaš, 12 Isailović, 13 Luković, 14 Jovanović, 15 Žigić, 16 Obradović, 17 Krasić, 18 Ninković, 19 Petrović, 20 Subotić, 21 Mrđa, 22 Kuzmanović, 23 Đuričić, CT: Antić
Coppa del Mondo FIFA 20181 Stojković, 2 Rukavina, 3 Tošić, 4 Milivojević, 5 Spajić, 6 Ivanović, 7 Živković, 8 Prijović, 9 Mitrović, 10 Tadić, 11 Kolarov, 12 Rajković, 13 Veljković, 14 Rodić, 15 Milenković, 16 Grujić, 17 Kostić, 18 Radonjić, 19 Jović, 20 Milinković-Savić, 21 Matić, 22 Ljajić, 23 Dmitrović, CT: Krstajić
Coppa del Mondo FIFA 20221 Dmitrović, 2 Pavlović, 3 Eraković, 4 Milenković, 5 Veljković, 6 Maksimović, 7 Radonjić, 8 Gudelj, 9 A. Mitrović, 10 Tadić, 11 Jović, 12 Rajković, 13 S. Mitrović, 14 Živković, 15 Babić, 16 Lukić, 17 Kostić, 18 Vlahović, 19 Račić, 20 S. Milinković-Savić, 21 Đuričić, 22 Lazović, 23 V. Milinković-Savić, 24 Ilić, 25 Mladenović, 26 Grujić, CT: Stojković

### Europei
Campionato d'Europa UEFA 20001 Korać, 2 Dudić, 3 Đorović, 4 Jokanović, 5 Đukić, 6 D. Stanković, 7 Jugović, 8 Mijatović, 9 Milošević, 10 Stojković, 11 Mihajlović, 12 Cicović, 13 Komljenović, 14 Saveljić, 15 Bunjevčević, 16 Govedarica, 17 Drulović, 18 Kovačević, 19 J. Stanković, 20 Kežman, 21 Nađ, 22 Kralj, CT: Boškov
Campionato d'Europa UEFA 20241 Rajković, 2 Pavlović, 3 Stojić, 4 Milenković, 5 Maksimović, 6 Gudelj, 7 Vlahović, 8 Jović, 9 Mitrović, 10 Tadić, 11 Kostić, 12 Petrović, 13 Veljković, 14 Živković, 15 Babić, 16 Mijailović, 17 Ilić, 18 Ratkov, 19 Samardžić, 20 S. Milinković-Savić, 21 Gaćinović, 22 Lukić, 23 V. Milinković-Savić, 24 Spajić, 25 Mladenović, 26 Birmančević, CT: Stojković

### Giochi olimpici
NOTA: per le informazioni sulle rose successive al 1948 visionare la pagina della Nazionale olimpica.

## Rosa attuale
Lista dei giocatori convocati per le gare di qualificazione al campionato mondiale di calcio 2026 del 7 e 10 giugno 2025.
Presenze e reti aggiornate al momento delle convocazioni.
|  | P | Predrag Rajković      | 8 aprile 1992     | 41 | -34 | Al-Ittihad            |  |  |
|  | P | Đorđe Petrović        | 8 ottobre 1999    | 5  | -6  | Strasburgo            |  |  |
|  | P | Aleksandar Jovanović  | 6 dicembre 1992   | 1  | 0   | Partizan              |  |  |
|  | P | Dragan Rosić          | 15 novembre 1996  | 1  | 0   | Vojvodina             |  |  |
|  |   |                       |                   |    |     |                       |  |  |
|  | D | Nikola Milenković     | 12 ottobre 1997   | 64 | 3   | Nottingham Forest     |  |  |
|  | D | Strahinja Pavlović    | 24 maggio 2001    | 45 | 4   | Milan                 |  |  |
|  | D | Strahinja Eraković    | 22 gennaio 2001   | 14 | 1   | Zenit San Pietroburgo |  |  |
|  | D | Srđan Babić           | 22 aprile 1996    | 9  | 1   | Spartak Mosca         |  |  |
|  | D | Aleksa Terzić         | 17 agosto 1999    | 9  | 1   | Salisburgo            |  |  |
|  | D | Kosta Nedeljković     | 16 dicembre 1995  | 6  | 0   | RB Lipsia             |  |  |
|  | D | Jan-Carlo Simić       | 2 maggio 2005     | 4  | 0   | Anderlecht            |  |  |
|  | D | Nemanja Stojić        | 15 gennaio 1998   | 3  | 0   | Maccabi Tel Aviv      |  |  |
|  |   |                       |                   |    |     |                       |  |  |
|  | C | Nemanja Gudelj        | 16 novembre 1991  | 68 | 1   | Siviglia              |  |  |
|  | C | Nemanja Maksimović    | 26 gennaio 1995   | 55 | 1   | Panathīnaïkos         |  |  |
|  | C | Saša Lukić            | 13 agosto 1996    | 54 | 2   | Fulham                |  |  |
|  | C | Andrija Živković      | 11 luglio 1996    | 54 | 1   | PAOK                  |  |  |
|  | C | Ivan Ilić             | 17 marzo 2001     | 21 | 0   | Torino                |  |  |
|  | C | Lazar Samardžić       | 24 febbraio 2002  | 19 | 1   | Atalanta              |  |  |
|  | C | Uroš Račić            | 17 marzo 1998     | 12 | 0   | Braga                 |  |  |
|  | C | Aleksandar Katai      | 6 febbraio 1991   | 10 | 0   | Stella Rossa          |  |  |
|  | C | Stefan Mitrović       | 15 agosto 2002    | 6  | 0   | OH Lovanio            |  |  |
|  | C | Andrija Maksimović    | 5 giugno 2007     | 6  | 0   | Stella Rossa          |  |  |
|  | C | Mirko Topić           | 5 febbraio 2001   | 4  | 0   | Famalicão             |  |  |
|  | C | Milutin Vidosavljević | 21 febbraio 2001  | 0  | 0   | Radnički Kragujevac   |  |  |
|  | C | Petar Stanić          | 14 agosto 2001    | 0  | 0   | TSC Bačka Topola      |  |  |
|  |   |                       |                   |    |     |                       |  |  |
|  | A | Aleksandar Mitrović   | 16 settembre 1994 | 98 | 59  | Al-Hilal              |  |  |
|  | A | Luka Jović            | 23 dicembre 1997  | 44 | 11  | Milan                 |  |  |
|  | A | Dušan Vlahović        | 28 gennaio 2000   | 34 | 14  | Juventus              |  |  |
|  | A | Nikola Štulić         | 8 settembre 2001  | 1  | 0   | Charleroi             |  |  |

## Record individuali
Statistiche aggiornate al 23 marzo 2025.
- I giocatori in grassetto sono ancora in attività con la nazionale.

### Record di presenze
| Pos. | Giocatore           | Presenze | Reti | Periodo   |
| ---- | ------------------- | -------- | ---- | --------- |
| 1    | Dušan Tadić         | 111      | 23   | 2008-2024 |
| 2    | Branislav Ivanović  | 105      | 13   | 2005-2018 |
| 3    | Dejan Stanković     | 103      | 15   | 1998-2013 |
| 4    | Savo Milošević      | 102      | 37   | 1994-2008 |
| 5    | Aleksandar Mitrović | 100      | 62   | 2013-     |
| 6    | Aleksandar Kolarov  | 94       | 11   | 2008-2020 |
| 7    | Dragan Stojković    | 84       | 15   | 1983-2001 |
| 7    | Vladimir Stojković  | 84       | 0    | 2006-2018 |
| 9    | Zoran Tošić         | 76       | 11   | 2007-2016 |
| 10   | Predrag Mijatović   | 73       | 26   | 1990-2003 |

### Record di reti
| Pos. | Giocatore           | Reti | Presenze | Periodo   |
| ---- | ------------------- | ---- | -------- | --------- |
| 1    | Aleksandar Mitrović | 62   | 100      | 2013-     |
| 2    | Savo Milosevic      | 37   | 102      | 1994-2008 |
| 3    | Predrag Mijatović   | 26   | 73       | 1990-2003 |
| 4    | Dušan Tadić         | 23   | 111      | 2008-2024 |
| 5    | Nikola Žigić        | 20   | 57       | 2004-2011 |
| 6    | Dejan Savićević     | 19   | 56       | 1986-1999 |
| 7    | Mateja Kežman       | 17   | 49       | 2000-2006 |
| 8    | Dejan Stanković     | 15   | 103      | 1998-2013 |
| 9    | Dušan Vlahović      | 14   | 36       | 2020-     |
| 10   | Branislav Ivanović  | 13   | 105      | 2005-2018 |

## Commissari tecnici
| Commissario tecnico                          | Periodo   | Gare | V  | P  | S  | % V   | % P   | % S   | Annotazioni                       |
| -------------------------------------------- | --------- | ---- | -- | -- | -- | ----- | ----- | ----- | --------------------------------- |
| Slobodan Santrač                             | 1994-1998 | 43   | 26 | 10 | 7  | 60,46 | 23,25 | 16,28 | Ottavi di finale al Mondiale 1998 |
| Milan Živadinović                            | 1998-1999 | 6    | 3  | 2  | 1  | 50,00 | 33,33 | 16,66 |                                   |
| Vujadin Boškov                               | 1999-2000 | 15   | 6  | 5  | 4  | 40,00 | 33,33 | 26,66 | Quarti di finale a Euro 2000      |
| Ilija Petković                               | 2000-2001 | 4    | 2  | 1  | 1  | 50,00 | 25,00 | 25,00 |                                   |
| Milovan Đorić                                | 2001      | 3    | 0  | 2  | 1  | 00,00 | 66,66 | 33,33 |                                   |
| Dejan Savićević Vujadin Boškov Ivan Ćurković | 2001      | 8    | 4  | 2  | 2  | 50,00 | 25,00 | 25,00 |                                   |
| Dejan Savićević                              | 2001-2003 | 17   | 4  | 3  | 10 | 23,53 | 17,65 | 58,82 |                                   |
| Ilija Petković                               | 2003-2006 | 30   | 11 | 10 | 9  | 36,66 | 33,33 | 30,00 | Primo turno al Mondiale 2006      |
| Javier Clemente                              | 2006-2007 | 16   | 7  | 7  | 2  | 43,75 | 43,75 | 12,50 |                                   |
| Miroslav Đukić                               | 2007-2008 | 5    | 0  | 2  | 3  | 00,00 | 40,00 | 60,00 |                                   |
| Radomir Antić                                | 2008-2010 | 28   | 17 | 3  | 8  | 60,71 | 10,71 | 28,57 | Primo turno al Mondiale 2010      |
| Vladimir Petrović                            | 2010-2011 | 13   | 5  | 3  | 5  | 38,46 | 23,08 | 38,46 |                                   |
| Radovan Ćurčić                               | 2011-2012 | 5    | 2  | 1  | 2  | 40,00 | 20,00 | 40,00 |                                   |
| Siniša Mihajlović                            | 2012-2013 | 19   | 7  | 4  | 8  | 36,84 | 21,05 | 42,10 |                                   |
| Ljubinko Drulović                            | 2014      | 4    | 2  | 1  | 1  | 50,00 | 25,00 | 25,00 |                                   |
| Dick Advocaat                                | 2014      | 4    | 1  | 2  | 1  | 25,00 | 50,00 | 25,00 |                                   |
| Radovan Ćurčić                               | 2014-2016 | 11   | 5  | 0  | 6  | 45,45 | 00,00 | 54,54 |                                   |
| Slavoljub Muslin                             | 2016-2017 | 14   | 8  | 5  | 2  | 53.33 | 33.33 | 13.33 | Qualificazione al Mondiale 2018   |
| Mladen Krstajić                              | 2017      | 9    | 4  | 1  | 4  | 44.44 | 11.11 | 44.44 | Primo turno al Mondiale 2018      |

## Staff tecnico
Organigramma aggiornato al 4 giugno 2018.
- Allenatore:  Dragan Stojković
- Collaboratore tecnico:  Ljubiša Ranković
- Collaboratore tecnico:  Milan Obradović
- Collaboratore tecnico:  Milan Rastavac
- Preparatore portieri:  Nemanja Jovšić
- Preparatore atletico:  Marko Stojanović
- Preparatore tecnico:  Nemanja Milinčić
- Direttore medico:  Miodrag Mladenović
- Fisioterapista:  Slobodan Branković
- Fisioterapista:  Zoran Vujić
- Fisioterapista:  Viktor Vujošević
- Fisioterapista:  Dejan Bogdanović

## Divise storiche
A luglio 2014 è stato siglato un contratto fino al 2016 con il brand britannico Umbro che a partire da settembre 2014 è il nuovo sponsor tecnico della nazionale di calcio della Serbia, che ha concluso il pluriennale rapporto con Nike. La squadra ha debuttato con le nuove divise a Belgrado il 7 settembre 2014, nella gara amichevole con la Francia. Nel 2018, dopo la qualificazione al campionato mondiale in Russia, la nazionale di calcio della Serbia ha stipulato un contratto a lungo termine con il brand tedesco Puma.

### FR Jugoslavia / Serbia e Montenegro
| 1998 WC | 2000 Euro | 2006 WC |  |

### Serbia
| 2006–2008 | 2008–2010 | 2010 WC | 2012–2014 | 2014–2016 | 2016–2018 | 2018 WC | 2020–2022 | 2022 WC | 2024 Euro |